# Teno Airport
Teno Airport är en flygplats i Chile.   Den ligger i provinsen Provincia de Colchagua och regionen Región de O'Higgins, i den södra delen av landet, 160 km söder om huvudstaden Santiago de Chile. Teno Airport ligger 287 meter över havet.
Terrängen runt Teno Airport är platt. Närmaste större samhälle är Teno, 11,1 km sydväst om Teno Airport.
Trakten runt Teno Airport består till största delen av jordbruksmark. Runt Teno Airport är det ganska glesbefolkat, med 28 invånare per kvadratkilometer.